# Олимпийский комитет Японии
Олимпийский комитет Японии (яп. 日本オリンピック委員会 Ниппон Оримпикку иинкай) — организация, представляющая Японию в международном олимпийском движении. Основан в 1911 году; зарегистрирован в МОК в 1912 году.
Штаб-квартира расположена в Токио. Является членом Международного олимпийского комитета, Олимпийского совета Азии и других международных спортивных организаций. Осуществляет деятельность по развитию спорта в Японии.

## Олимпийские игры в Японии
Олимпийский комитет Японии помогал в организации каждой заявки на проведение Олимпийских игр в городах Японии. И трижды Япония удостаивалась права проведения Олимпиады: летняя Олимпиада в 1964 году в Токио и зимние в 1972 году в Саппоро и в 1998 году в Нагано.